# Plicatula anomioides
Plicatula anomioides is een tweekleppigensoort uit de familie van de Plicatulidae. De wetenschappelijke naam van de soort is voor het eerst geldig gepubliceerd in 1958 door Keen.